# Šizuo Kakutani
Šizuo Kakutani (jap. 角谷静夫, ang. Shizuo Kakutani) (28. srpna 1911, Osaka, Japonsko – 17. srpna 2004, New Haven, Connecticut, USA) byl japonský matematik žijící v USA.
Je známý především jako objevitel Kakutaniho věty o pevném bodu, která je zobecněním Brouwerovy věty o pevném bodu pro mnohoznačné funkce (funkční hodnota je množina) a používá se v teorii her při dokazování existence Nashovy rovnováhy. Je také známý díky tzv. Kakutaniho mrakodrapu, konceptu v ergodické teorii, jakož i díky důkazu Poissonovy rovnice metodami stochastické analýzy. Působil jako profesor na Yaleově univerzitě.